# Marienklause Tangermünde
St. Maria zur Klause (auch Klause Mariä) war ein kleines Kollegiatstift bei Tangermünde im 15. und 16. Jahrhundert.

## Lage
Die Marienkapelle mit der Klause lagen am Ufer der Tanger etwa zwei Kilometer südlich von Tangermünde am damaligen Steindamm. Von den Gebäuden ist heute oberirdisch nichts erhalten.

## Geschichte
Spätestens seit Mitte des 14. Jahrhunderts gab es eine Marienkapelle mit einem wundertätigen Marienbild, das viele Pilger anzog. 1423 wurde aus den reichen Einnahmen von Kurfürst Friedrich I. von Brandenburg Stiftungen für Geistliche neu festgelegt. Auch der Bau einer steinernen Brücke und der Unterhalt des Steindamms sollten aus den Einkünften finanziert werden.
1459 wurde ein kleines Stift (Klause) an der Kapelle eingerichtet.
Bald nach 1540 wurde dieses aufgelöst.
Im 18. Jahrhundert waren noch Gebäudereste erhalten, im 19. Jahrhundert nicht mehr.